# Dwars door België 1988
La Dwars door België 1988, quarantatreesima edizione della corsa, si svolse il 24 marzo su un percorso di 230 km, con partenza a Roeselare ed arrivo a Waregem. Fu vinta dall'olandese John Talen della squadra Panasonic-Isostar davanti al belga Fons De Wolf e all'altro olandese Nico Verhoeven.

## Ordine d'arrivo (Top 10)
| Pos. | Corridore           | Squadra        | Tempo    |
| ---- | ------------------- | -------------- | -------- |
| 1    | John Talen          | Panasonic      | 6h10'00" |
| 2    | Fons De Wolf        | ADR            | a 7"     |
| 3    | Nico Verhoeven      | Superconfex    | a 30"    |
| 5    | Martin Schalkers    | TVM-Van Schilt | s.t.     |
| 6    | Patrick Cocquyt     | Eurotop Keuken | s.t.     |
| 7    | Marc Sergeant       | Hitachi        | a 1'15"  |
| 8    | Wim Van Eynde       | Lotto-Merckx   | s.t.     |
| 9    | Patrick Verschueren | Roland         | a 1'45"  |
| 10   | Wim Arras           | Lotto-Merckx   | a 2'00"  |
| 11   | Eric Van Lancker    | Panasonic      | s.t.     |